# NXIVM
NXIVM (uttalas "Nexium") var en MLM-organisation som erbjöd kurser i personlig utveckling. Den låg i Albany County, New York och grundades 1998 av Keith Raniere. Nyhetsrapportering och tidigare medlemmar har beskrivit NXIVM som en sekt. Vissa av de kvinnliga medlemmarna ska tillhört en grupp som de kallade DOS och ska ha brännmärkts med Keith Ranieres initialer, och tvingats lämna ifrån sig nakenbilder, som skulle publiceras, om gruppen avslöjades.
Raniere arresterades i mars 2018 för trafficking.
Skådespelerskan Allison Mack var en av gruppens högst uppsatta individer.